# Monacos Grand Prix 1983
Monacos Grand Prix 1983 var det femte av 15 lopp ingående i formel 1-VM 1983.  

## Resultat
1. Keke Rosberg, Williams-Ford, 9 poäng
2. Nelson Piquet, Brabham-BMW, 6
3. Alain Prost, Renault, 4
4. Patrick Tambay, Ferrari, 3
5. Danny Sullivan, Tyrrell-Ford, 2
6. Mauro Baldi, Alfa Romeo, 1
7. Chico Serra, Arrows-Ford

### Förare som bröt loppet
- Riccardo Patrese, Brabham-BMW (varv 64, elsystem)
- Jacques Laffite, Williams-Ford (53, växellåda)
- Marc Surer, Arrows-Ford (49, kollision)
- Derek Warwick, Toleman-Hart (49, kollision)
- Elio de Angelis, Lotus-Renault (49, bakaxel)
- Jean-Pierre Jarier, Ligier-Ford (32, upphängning)
- Eddie Cheever, Renault (30, motor)
- Andrea de Cesaris, Alfa Romeo (13, växellåda)
- René Arnoux, Ferrari (6, upphängning)
- Raul Boesel, Ligier-Ford (3, kollision)
- Manfred Winkelhock, ATS-BMW (3, kollision)
- Michele Alboreto, Tyrrell-Ford (0, kollision)
- Nigel Mansell, Lotus-Ford (0, kollision)

### Förare som ej kvalificerade sig
- Bruno Giacomelli, Toleman-Hart
- Niki Lauda, McLaren-Ford
- John Watson, McLaren-Ford
- Corrado Fabi, Osella-Ford
- Eliseo Salazar, RAM-Ford
- Piercarlo Ghinzani, Osella-Alfa Romeo

### Förare som ej förkvalificerade sig
- Johnny Cecotto, Theodore-Ford
- Roberto Guerrero, Theodore-Ford

## VM-ställning
| Förarmästerskapet 1. Nelson Piquet, Brabham-BMW, 21 2. Alain Prost, Renault, 19 3. Patrick Tambay, Ferrari, 17 | Konstruktörsmästerskapet 1. Ferrari, 25 2. Renault, 23 3. Brabham-BMW, 21 McLaren-Ford, 21 Williams-Ford, 21 |